# Sikfors gamla kraftstation

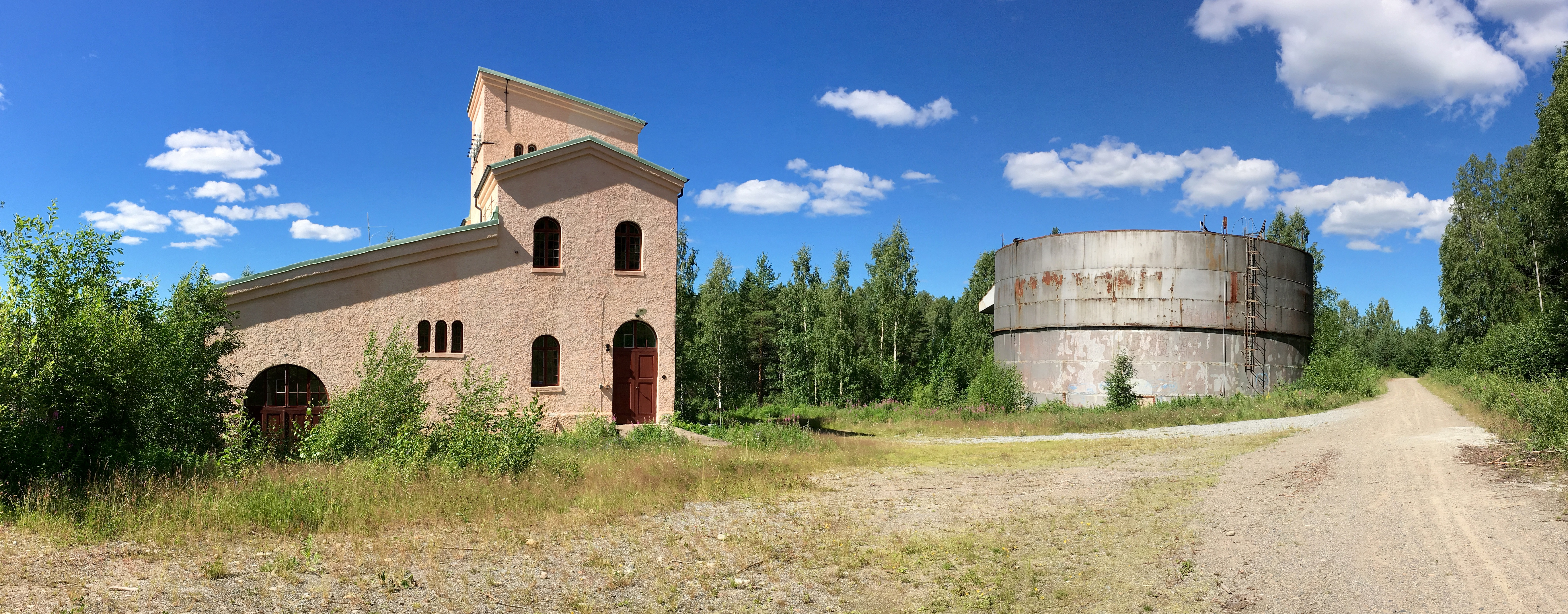
Kraftstation och svalltorn, sommaren 2016

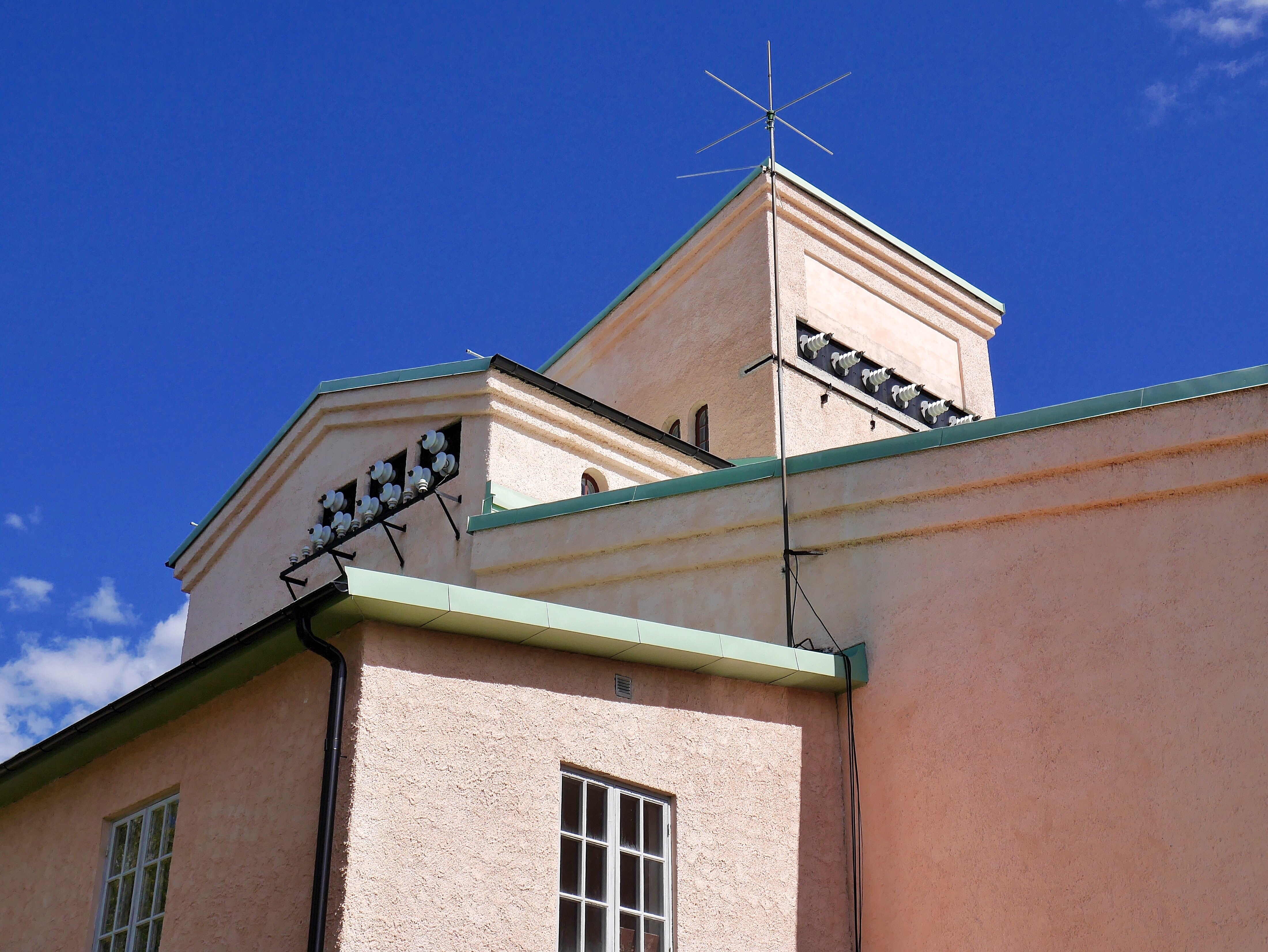
Kraftstationen, sommaren 2016

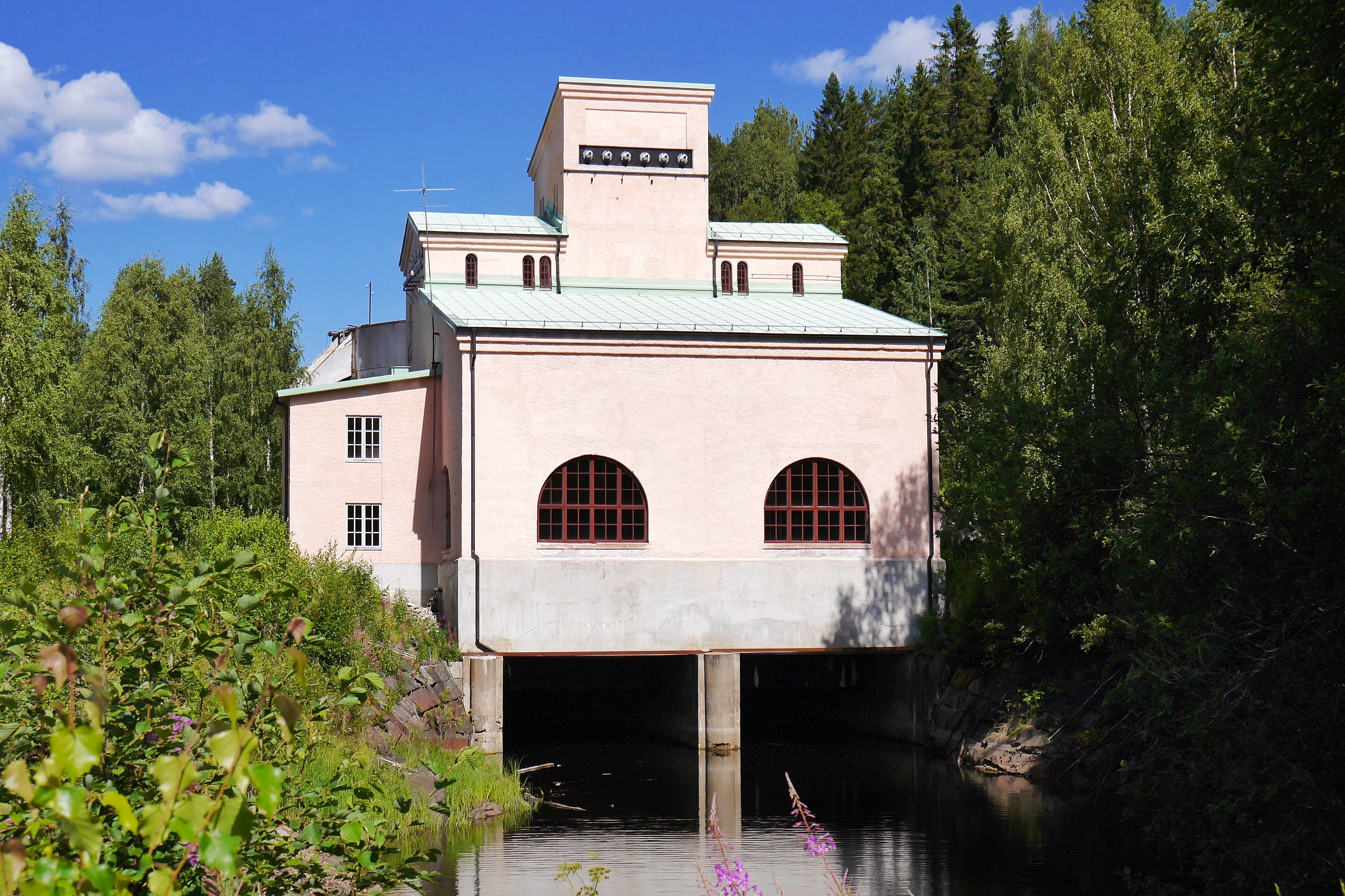
Kraftstationens sydfasad, sommaren 2016

Sikfors gamla kraftstation är en vattenkraftstation uppförd 1911-1912 utmed Pite älv i Sikfors, Piteå kommun.
Verket har en fallhöjd på 16 meter och sammanlagd effekt uppgick till 6 MW.
Kraftstationen är uppförd i byggnadstegel samt för den tiden helt modern armerad betong, gjuten av byggnadsfirman Kreuger & Toll. Fasaden är putsad.
Intill kraftverket står ett svalltorn, en stor stålcylinder som fungerar som tryckutjämnare. 
Tillsammans med Porjus kraftverk tillhör Sikfors kraftverk den första större elproducenten i Norrbottens län.
Kraftstationen togs ur bruk 1990 och övertogs 1997 av Sikfors Intresseförening.
Sikfors gamla kraftstation är listad som byggnadsminne med anläggning nummer 21000001631861 i RAÄ:s bebyggelseregister (BBR).